# Henricosbornia
Henricosbornia è un genere estinto di mammiferi notoungulati, appartenente ai notioprogoni. Visse tra il Paleocene superiore e l'Eocene medio (circa 58 - 45 milioni di anni fa) e i suoi resti fossili sono stati ritrovati in Sudamerica.

## Descrizione
Questo animale è noto principalmente per la sua dentatura e quindi una ricostruzione è ipotetica. La dentatura di Henricosbornia era alquanto primitiva; non era presente alcun diastema, e molari e premolari erano a corona bassa (brachidonti). Tutti i molari superiori erano a sezione triangolare, privi di ipocono. La cresta del trigonide era obliqua, e il metaconide era più alto del protoconide. L'entoconide era molto posteriore, e assumeva la forma di una cresta trasversale. La specie Henricosbornia lophodonta mostra un'enorme variabilità intraspecifica nella morfologia del metalofo.

## Classificazione
Il genere Henricosbornia venne descritto per la prima volta da Florentino Ameghino nel 1901, sulla base di resti fossili ritrovati in terreni dell'Eocene inferiore in Argentina, nella provincia di Chubut. Lo studioso, nel corso di alcuni anni, descrisse numerosi resti di dentature provenienti dalla stessa zona e li considerò come appartenenti a differenti specie di notoungulati, che denominò Henricosbornia lophodonta (la specie tipo), Hemistylops paucicuspidatus, Hemistylops trigonostyloides, Pantostylops completus, Microstylops monoconus, Prohyracotherium patagonicum, Microstylops clarus, Selenoconus spiculatus, Prohyracotherium matutinum. In realtà tutte queste specie risultarono in seguito appartenere a un'unica specie, Henricosbornia lophodonta, che mostrava un'eccezionale diversità nella struttura dei molari; fu George Gaylord Simpson a riconoscere l'identità dei numerosi resti dentari (Simpson, 1948).
Al genere Henricosbornia vennero attribuite altre specie, tuttora considerate valide: Henricosbornia ampla (la più recente, rinvenuta in terreni che potrebbero risalire all'Eocene medio), H. minuta, H. waitehor. Una delle specie descritte da Ameghino nel 1901, Pantostylops typus, potrebbe a tutti gli effetti rappresentare una specie distinta di Henricosbornia. Fossili attribuiti a Henricosbornia provengono anche da terreni più antichi (Paleocene superiore) dell'Argentina (Oliveira e Goin, 2011).
Date le sue caratteristiche dentarie primitive, Henricosbornia è considerato uno dei più arcaici fra i notoungulati. È il genere eponimo degli Henricosborniidae, una famiglia che comprende i notoungulati più basali, e classicamente questi animali sono accostati a Notostylops nel gruppo (probabilmente parafiletico) dei Notioprogonia. Un genere affine è Nanolophodon.